# Katarzyna Woźniak
Katarzyna Bronisława Woźniak (* 5. Oktober 1989 in Warschau) ist eine polnische Eisschnellläuferin.
Sie trainiert bei WTŁ Stegny (2010). Bei den Juniorenweltmeisterschaften im Eisschnelllauf 2009 konnte sie im Gesamtklassement den dritten Platz erringen. Im Einzel über 1000 Meter und 1500 Meter belegte sie dabei den 5., über 3000 Meter den 4. Platz. Bei den Europameisterschaften 2010 erreichte sie den 12. Platz.
Bei den Olympischen Winterspielen 2010 konnte sie zusammen mit Katarzyna Bachleda-Curuś und Luiza Złotkowska eine Bronzemedaille in der Teamverfolgung erringen. Am 23. März 2010 wurde ihr dafür der Orden Polonia Restituta (Ritter) durch den polnischen Präsidenten Lech Kaczyński verliehen. Bei den Olympischen Winterspielen 2014 in Sotschi konnte sie zusammen mit Katarzyna Bachleda-Curuś, Luiza Złotkowska und Natalia Czerwonka eine Silbermedaille in der Teamverfolgung erringen.

## Persönliche Bestmarken
| 500 Meter      | 40,16 s     | 18. März 2009     | Calgary |
| 1000 Meter     | 1:17,67 min | 28. November 2009 | Calgary |
| 1500 Meter     | 1:57,30 min | 3. Dezember 2017  | Calgary |
| 3000 Meter     | 4:04,82 min | 8. November 2013  | Calgary |
| 5000 Meter     | 7:27,39 min | 29. November 2013 | Astana  |
| Teamverfolgung | 2:59,42 min | 10. November 2013 | Calgary |